# Scrivener Glacier
Scrivener Glacier är en glaciär i Antarktis. Den ligger i Östantarktis. Nya Zeeland gör anspråk på området. Scrivener Glacier ligger 686 meter över havet.
Terrängen runt Scrivener Glacier är kuperad västerut, men österut är den bergig. Trakten är obefolkad. Det finns inga samhällen i närheten. 